# David Shayler
David Shayler es un antiguo oficial del MI5 británico y denunciante. Shayler ha sido perseguido por haber infringido la Ley de Secretos Oficiales de 1989 al pasar documentos secretos al periódico «The Mail on Sunday» en agosto de 1997 que alegaban que el MI5 estaba paranoico sobre los socialistas, y que este había investigado previamente a los ministros laboristas Peter Mandelson, Jack Straw y Harriet Harman.

## Primeros años
Shayler nació en Middlesbrough, Inglaterra. Cuando tenía 10 años, su familia se fue de Yorkshire. Asistió a la Escuela de Gramática John Hampden en High Wycombe, Buckinghamshire cuyo director, según el propio Shayler, lo describió una vez como "un rebelde nato que navega cerca del viento [...] y no sufre ni a los tontos ni sus argumentos de buena gana". A comienzos de 1984, Shayler asistió a la Universidad de Dundee donde fue editor del periódico estudiantil «Annasach» y que fue responsable de publicar extractos del libro «Spycatcher» de otro antiguo oficial del MI5, Peter Wright (prohibido en el Reino Unido en aquel entonces).

## Carrera en el MI5
Shayler se unió al MI5 en octubre de 1991 después de responder a un anuncio de trabajo indirecto en la edición del 12 de mayo del periódico «The Observer» titulado «Godot no viene» («Godot doesn't coming»), una referencia a la obra «Esperando a Godot» («Waiting for Godot») en la que Godot nunca llega. El anuncio preguntaba si los solicitantes tenían interés en la actualidad, tenían sentido común y capacidad para escribir. Creyendo que el trabajo estaba relacionado con los medios, Shayler lo solicitó.
Comenzó a trabajar en la rama F, que se ocupaba de la contrasubversión, incluido el seguimiento de grupos y activistas de izquierda, donde trabajó investigando a los políticos del Partido Laborista antes de las elecciones de 1992, y luego fue transferido a la rama T, que se ocupaba del terrorismo irlandés, en agosto de 1992. Shayler se trasladó de nuevo a la rama del G9, responsable del terrorismo en Oriente Medio, donde presuntamente encabezó la oficina de Libia como G9A/5. Fue durante su mandato en la oficina de Libia que afirma que se enteró del complot del MI6 para asesinar al líder libio Muammar Gaddafi por sus homólogos del MI6, David Watson (PT16B) y Richard Bartlett (PT16), que tenían el control y la responsabilidad generales de la operación. Dejó el servicio en octubre de 1996.

## Después del MI5
Shayler declaró que el MI6 había estado involucrado en un ataque fallido para asesinar al líder libio Muammar Gaddafi en febrero de 1996 sin el permiso del entonces secretario de Relaciones Exteriores Malcolm Rifkind. El complot implicó pagar 100.000 libras esterlinas al Grupo Islámico Combatiente Libio con simpatizantes en Londres y vínculos con Al-Qaeda para llevar a cabo el ataque. El grupo fue pagado para colocar una bomba bajo el cortejo de vehículos de Gaddafi. El ataque ocurrió en marzo de 1996 en el lugar nativo de Gaddafi, Sirte, una ciudad costera. La bomba fue colocada debajo del coche equivocado y no mató a Gaddafi, pero provocó la muerte de varios civiles inocentes. En noviembre de 1999 envió un expediente con pruebas detalladas de esto, incluidos los nombres de los involucrados, al entonces secretario del Interior Jack Straw, quien declaró que estaba "investigando el asunto". así como al Comité de Inteligencia y Seguridad del Parlamento y a la policía. En 2005, el Grupo Islámico Combatiente Libio fue prohibido en Gran Bretaña por ser considerado un grupo terrorista.
Shayler afirmó que los servicios de inteligencia estaban plantando deliberadamente historias en los periódicos y los principales medios de comunicación al alimentar a los periodistas dispuestos con información errónea, como un artículo de noviembre de 1996 en The Sunday Telegraph de Con Coughlin que relacionaba al hijo de Gaddafi con una operación de falsificación de moneda, citando a la fuente como un funcionario bancario británico cuando en realidad la fuente era el MI6. Esto se confirmó más tarde. Cuando el hijo de Gaddafi entregó al periódico una orden judicial por difamación el periódico se admitió la verdadera fuente de la información.
Según Shayler, el atentado de 1994 de la embajada israelí en Londres fue conocido por los servicios de inteligencia antes de que ocurriera, y podría haberse evitado.
Después de revelar información a «The Mail on Sunday» en agosto de 1997, Shayler huyó el día anterior a la publicación, primero a Utrecht en los Países Bajos y luego a Francia con su novia y excolega Annie Machon y fue arrestado por la policía francesa el 1 de agosto de 1998 con una orden de extradición a solicitud del gobierno británico y luego detenido en la prisión de La Santé durante cuatro meses con el número de preso 269151F. El 18 de noviembre de 1998 los juzgados franceses determinaron que la solicitó de extradición del gobierno británico tenía motivaciones políticas y que por lo tanto no había base para la extradición. En el 2000, Shayler apreció en el programa «Have I Got News for You» vía satélite, donde fue objeto de varias bromas.

## Regreso y juicio
Fue detenido y posteriormente puesto en libertad bajo fianza. Fue acusado de tres cargos de violación de la Ley de Secretos Oficiales de 1989 el 21 de septiembre de 2000, un cargo de transmisión de información obtenida de una intervención telefónica (una violación de la Sección Cuatro de la Ley) y otros dos de transmisión de información y documentos obtenidos en virtud de su pertenencia al servicio (una infracción de la Sección Uno de la Ley). El juez del proceso fue Alan Moses. En las audiencias previas al juicio, dictaminó que Shayler tenía que revelar toda la información y los argumentos que tenía la intención de presentar al jurado ante el juez y la acusación de antemano.
En el juicio, Shayler se representó a sí mismo, alegando que la Ley de Secretos Oficiales era incompatible con la Ley de Derechos Humanos de 1998 y que no era un delito denunciar un delito, aunque estos argumentos fueron desestimados por el tribunal. La defensa de Shayler intentó argumentar que no había otras vías. El juez dictaminó que si bien esto era cierto, era irrelevante. El juez instruyó al jurado para que emitiera un veredicto de culpabilidad y en que la Cámara de los Lores había dictaminado en otro caso que un acusado no podía argumentar que había revelado información de interés público. Después de más de tres horas de deliberación, el jurado lo declaró culpable.
En noviembre de 2002 fue condenado a 6 meses de prisión, de los cuales cumplió tres semanas en la prisión de Belmarsh y poco menos de cinco semanas en la prisión Ford Open, teniendo en cuenta los cuatro meses de prisión preventiva en Francia. Finalmente fue puesto en libertad el 23 de diciembre de 2002, aunque fue etiquetado electrónicamente y puesto bajo un toque de queda de 19:00 a 7:00 durante siete semanas más.

## Modo de vida y creencias
Tras la publicación del Informe de la Comisión del 11-S, David Shayler se unió al Movimiento por la verdad del 11-S que mantiene como su principio principal la creencia de que la explicación oficial de los ataques del 11 de septiembre de 2001 es parcial (o completamente) fraudulenta. Shayler mantiene que el ataque al Pentágono no fue causado por un avión.
En febrero de 2007, Shayler apareció en Irlanda con Annie Machon y William Rodríguez. Tanto Shayler como su excompañera y exnovia, Machon, han afirmado repetidamente que los principales medios de comunicación británicos habían informado erróneamente de sus declaraciones y habían emitido juicios de valor en su contra.
Shayler habla positivamente de David Icke, un individuo que ha afirmado ser el hijo de Dios: "David ha hecho un trabajo enormemente importante. Lo veo como el Juan el Bautista de mi Cristo. Le hablé por teléfono y le sugerí nos encontráramos." Shayler también ha reivindicado la divinidad. Shayler ha dicho que está comprometido a destruir lo que él llama el "imperio sionista".
En un artículo del «London Evening Standard» en 2009, Shayler discutió más a fondo la afirmación sobre el Mesías y reveló que vivía como mujer en una casa okupa en Abinger Hammer, Surrey. Su exnovia, Annie Machon, afirma que la larga batalla de Shayler con los servicios de inteligencia lo llevó a sufrir un colapso. Desde entonces, Shayler ha dicho a los periódicos que su alter ego travesti se llama Delores Kane.